# Atlapetes latinuchus
Atlapetes latinuchus là một loài chim trong họ Emberizidae.

## Hình ảnh

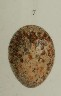
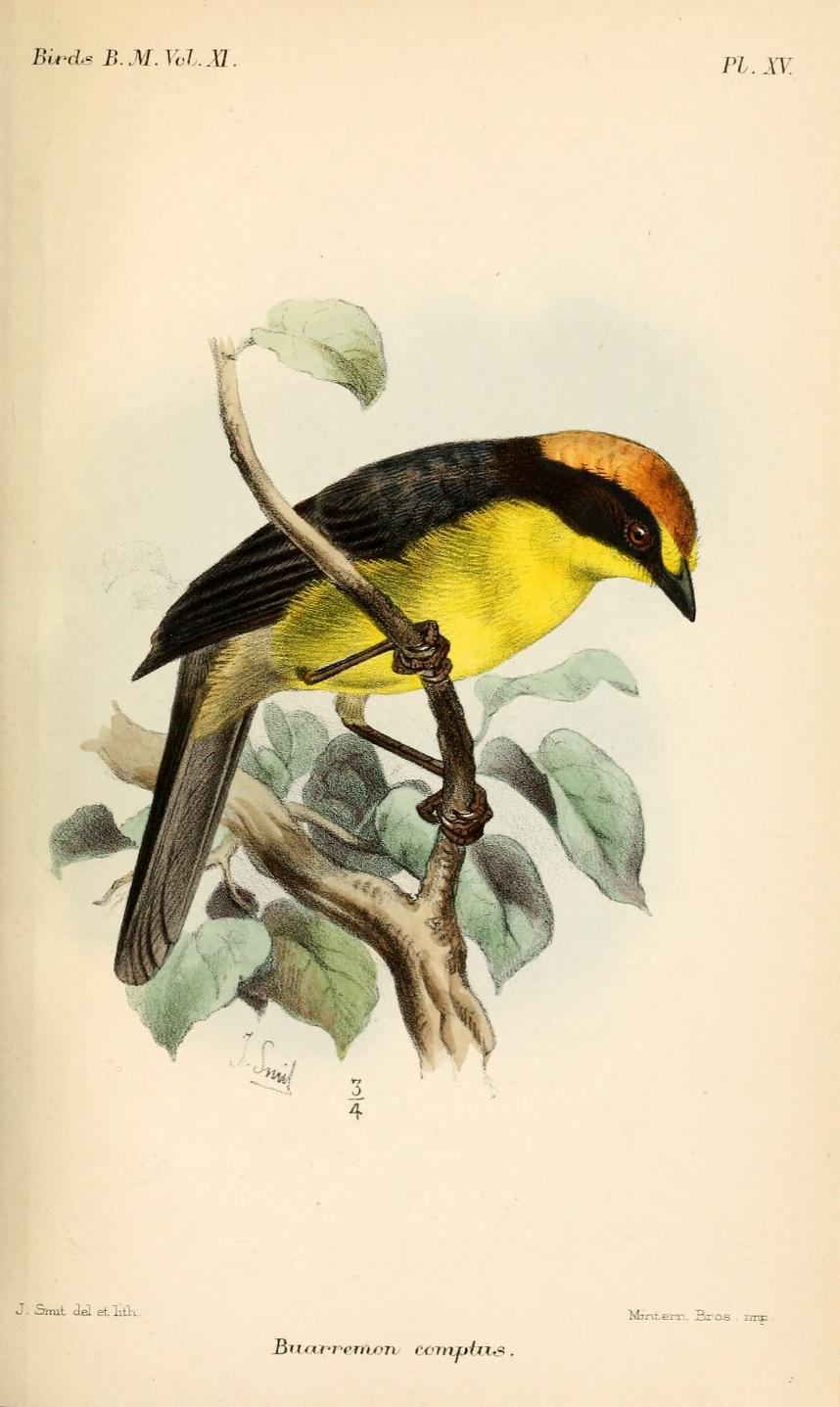
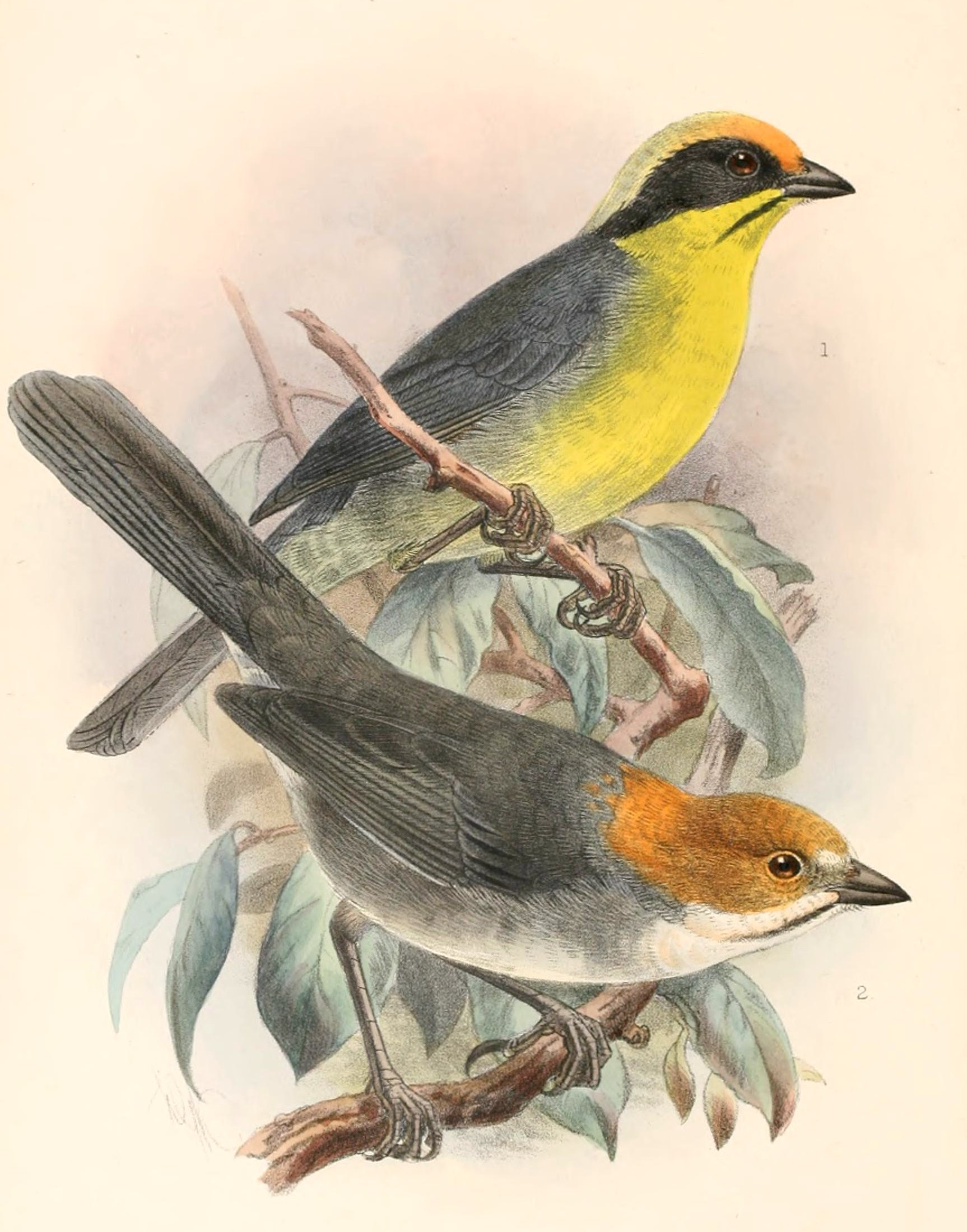
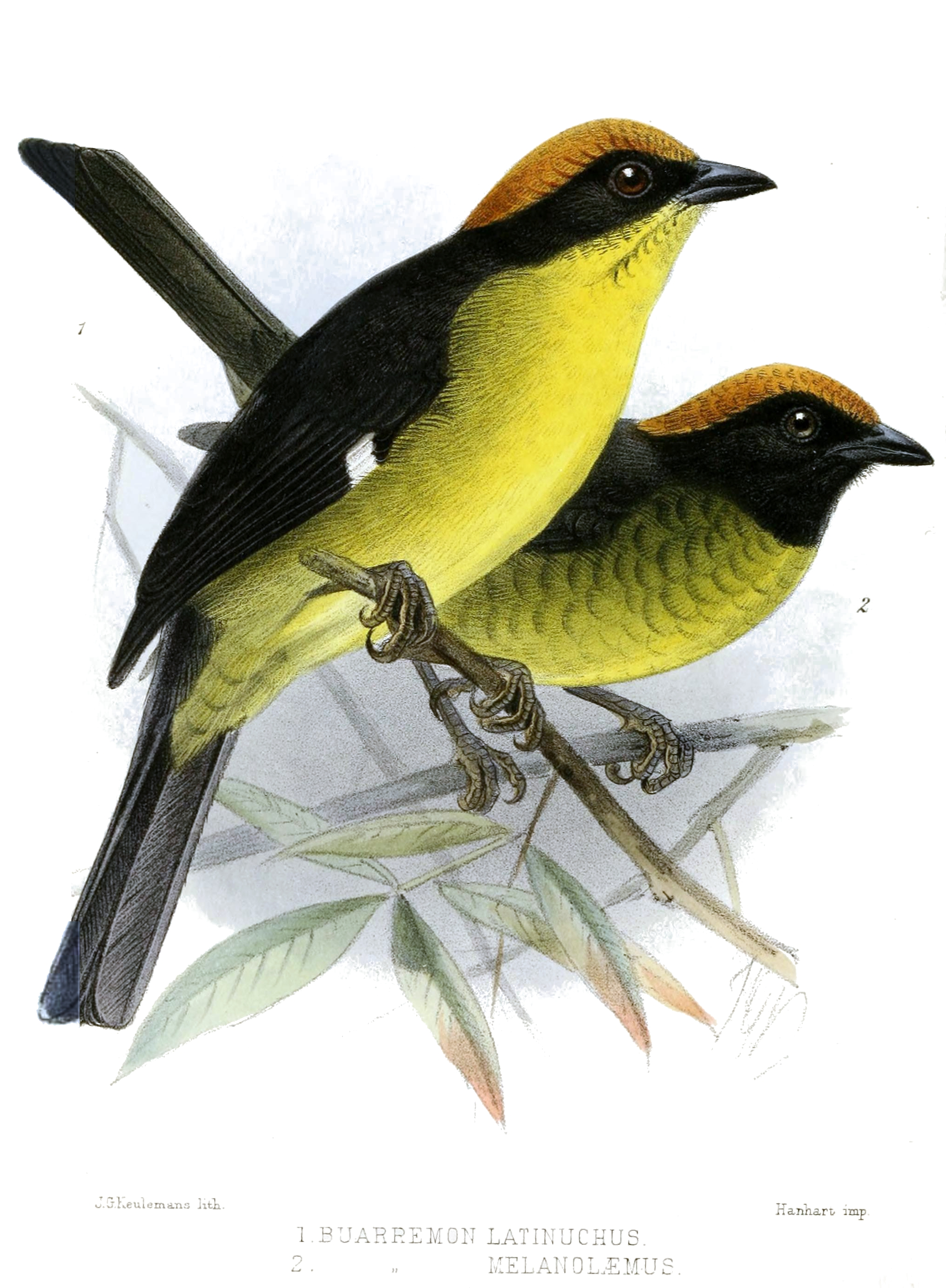
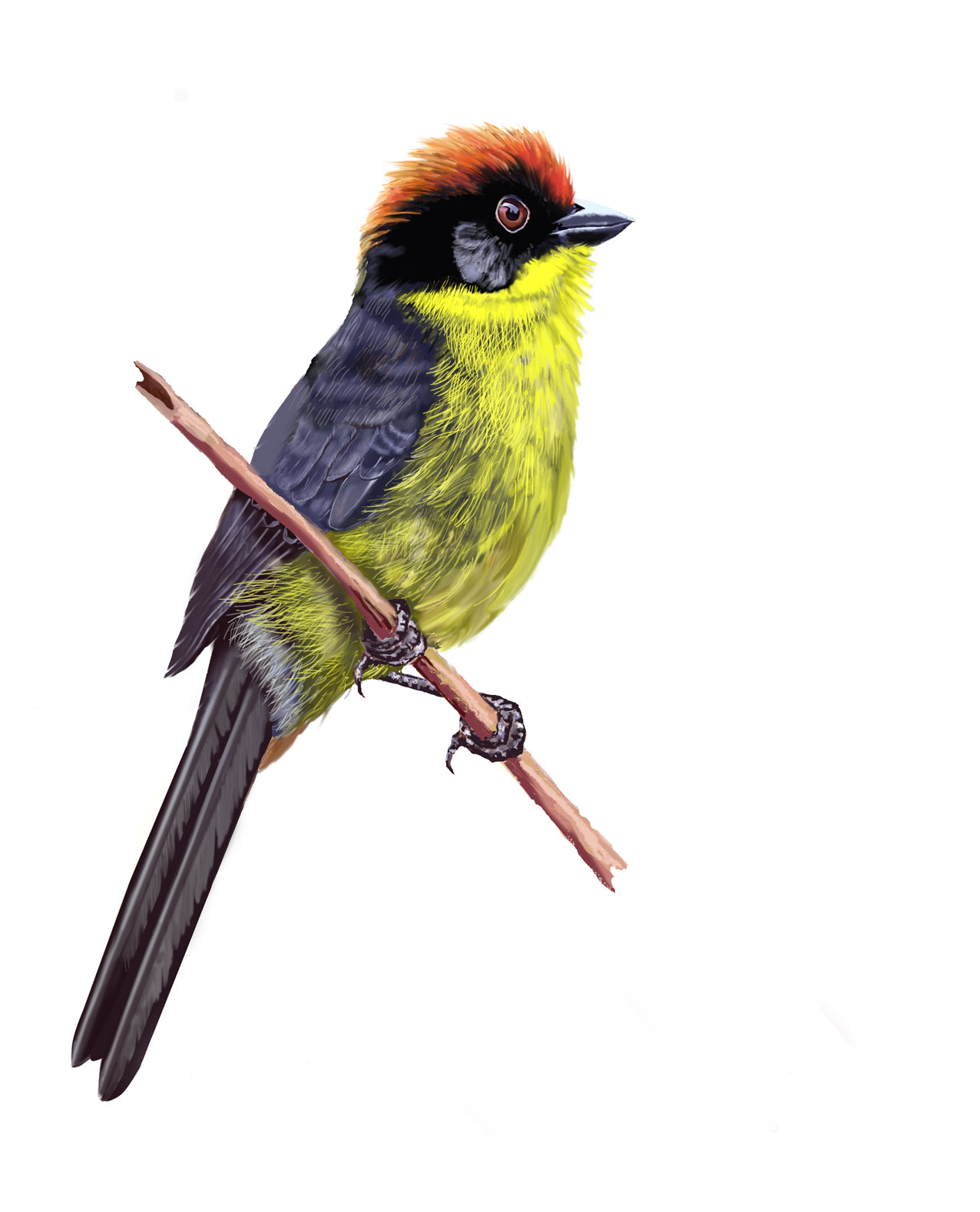